# ヘンリク4世
ヘンリク4世プロブス（ポーランド語：Henryk IV Probus/Prawy；ドイツ語：Heinrich IV der Gerechte、1258年頃 - 1290年6月23日）は、低地シロンスクのヴロツワフ公（在位：1266年 - 1290年）、及びクラクフ（長子領）を有するポーランド大公（在位：1288年 - 1290年）。ポーランド大公ヘンリク2世の次男ヘンリク3世の一人息子で、母はやはり大公を兼ねたマゾフシェ公コンラト1世の娘ユディタ。高潔公（the Righteous 羅：Probus 波：Prawy、有徳公とも）の異称で呼ばれる。

## 生涯

### 幼少期、後見時代
父ヘンリク3世が1266年に死ぬと、幼いヘンリク4世は父方の叔父であるザルツブルク大司教ヴワディスワフの後見を受けた。その後大司教は子供を養育するのにザルツブルクとヴロツワフを行き来するのは不便だと思ったのか、翌1267年にヘンリク4世をボヘミアの首都プラハに連れてきた。このことはヘンリク4世がボヘミア王オタカル2世の宮廷で養育されることを意味しており、1270年にヴワディスワフが死ぬと、ヴロツワフ公国の統治はオタカル2世に委ねられた。
叔父が死んで間もなく（ヴワディスワフはヘンリク4世を全財産の相続人に指名した）、ヘンリク4世はヴロツワフに帰り、そこで亡き父の親しい助言者でボヘミア王の忠実な家臣であるシモン・ガリクサの監督を受けて育った。ヘンリク4世は入念な教育を受け、このことが後に騎士の文化や叙事詩に関心を抱かせる契機となった（ヘンリク4世は中世ポーランドにおいて初めて詩を書いた人物ではないかと推測されている）。
ヘンリク4世とオタカル2世との協力関係は良好で、ヘンリク4世は1271年にはボヘミアによるハンガリーへの軍事遠征に参加した。これに対し、ハンガリーの諸公は同盟者であるヴィエルコポルスカ及びマウォポルスカの諸公達と組んでヴロツワフを攻撃した。1273年、ヘンリク4世は成人したことを宣言し、公国の統治を自ら執り行うようになった。この時期からヘンリク4世はボヘミアからの独立を望むようになり、オポーレ公ヴワディスワフやポズナン公プシェミスウ2世（後にヴィエルコポルスカ公）と親しくなっていった。

### ボレスワフ2世による誘拐

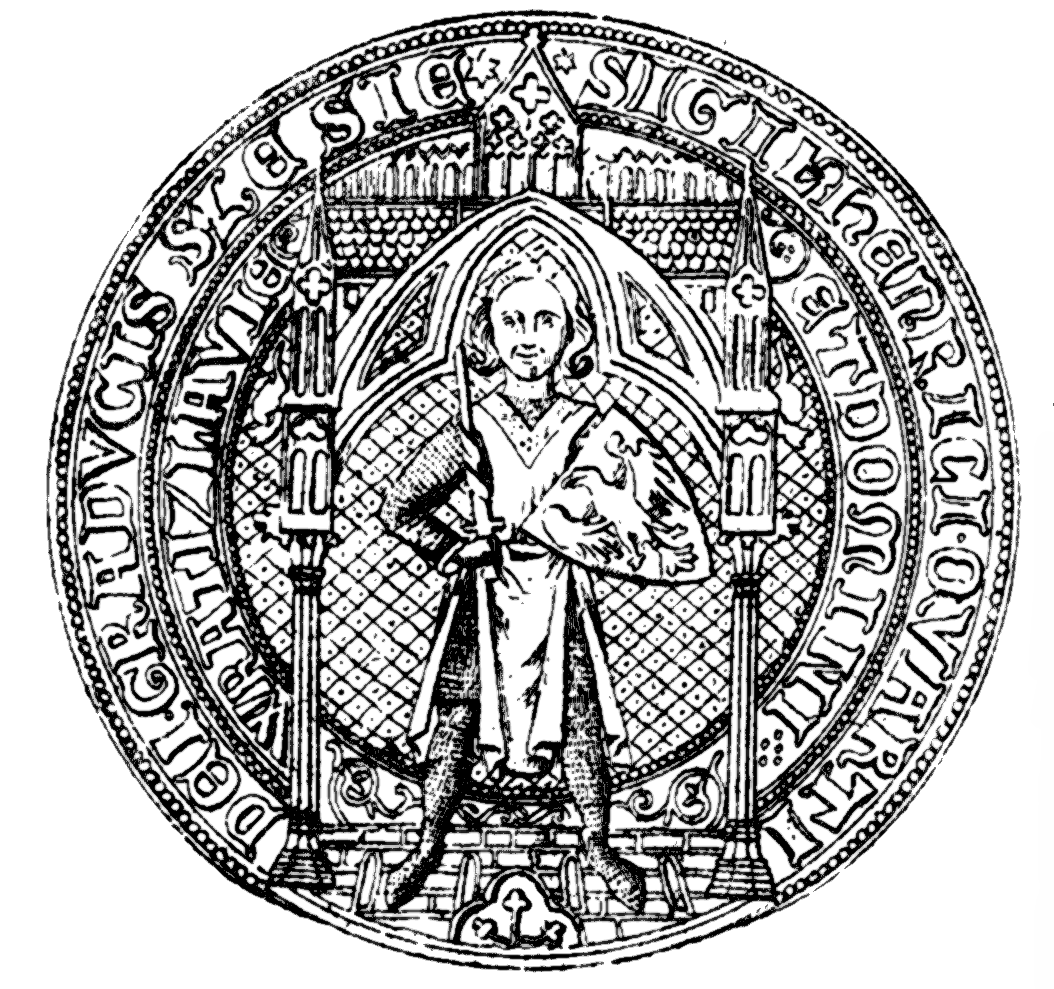
ヘンリク4世の印璽

ヘンリク4世はオタカル2世のローマ王ルドルフ1世との戦争を支援し、ボヘミアの軍勢に食糧と避難場所を提供した。しかし1277年、オタカル2世が帝国アハト刑を課せられて身動きできなくなると、ヘンリク4世は伯父であるレグニツァ公ボレスワフ2世にイェルチュで捕らえられ投獄された。
この投獄事件は近隣諸公達の非難の的になった。従弟でオタカル2世の同盟者であるグウォグフ公ヘンリク3世とヴィエルコポルスカ公プシェミスウ2世は、ヘンリク4世を解放させようと圧力をかけ、オタカル2世自身も熱心に解放要求を続けた。しかし、ヘンリク4世の解放を掲げた連合軍は1277年4月24日に起きたストレツの戦いでボレスワフ2世の息子ヘンリク5世に敗れ、ヘンリク3世とプシェミスウ2世はこの戦いで捕虜となった。
ヘンリク4世は主要な同盟者オタカル2世の敗北の報を聞くと、敵側の要求を受け入れ、年内に釈放された。ヘンリク4世はボレスワフ2世の要求に従ってシロダ・シロンスカとスチェゴムを含むヴロツワフ公国の領土の3分の1を伯父に譲渡し、身代金の代わりにクロスノ・オジャンスキェ（1273年から1274年の間にグウォグフ公から譲られていた都市）を引き渡すことも約束させられた。

### ローマ王ルドルフ1世への臣従
ヘンリク4世はオタカル2世にマルヒフェルトの戦いに際してボヘミア軍への補給活動を行うよう命じられており、この戦いに参加しなかった。しかし、この戦いでのオタカル2世の戦死は、ヴロツワフ公国にとって庇護者を失うことを意味し、公国に衝撃をあたえた。オタカル2世の死を知ると、ヘンリク4世はプラハに赴いて、親族でもあるオタカル2世の息子ヴァーツラフ2世の後見人になろうとした（ヘンリク4世の父方の祖母アンナはオタカル2世の伯母であり、ヘンリク4世とヴァーツラフ2世は又従兄弟同士）。しかし、ローマ王ルドルフ1世がブランデンブルク辺境伯オットー5世を摂政に指名したため、ヘンリク4世の試みは失敗した。代わりに、ルドルフ1世はヘンリク4世にグラーツ郡を封土として与えた。
オタカル2世の死後、ヘンリク4世はルドルフ1世と和解し、1280年にはウィーンに赴いて外交交渉を行い、ポーランド王冠を獲得しようとした。一部の歴史家は、ヘンリク4世がルドルフ1世に臣従の礼を取るさい、機会をとらえて自分にポーランド王となる資格があることに触れたと信じている。また当時ヘンリク4世はオポーレ公ヴワディスワフと同盟していた。ヴワディスワフはヘンリク4世に娘のコンスタンツィアを嫁がせており、彼は娘をポーランド王妃にして、その父親として権力を握る目論見から、婿となったヘンリク4世の王位獲得のための運動への支援を約束したと考えられる。

### ポーランド全土の最高権威者への野心

シロンスク・ピャスト家の紋章

ヘンリク4世とシロンスクの親族達との関係は良好とは言えなかった。1280年には、彼は従兄のレグニツァ公ヘンリク5世とブランデンブルク辺境伯の攻撃を受け、苦戦を強いられた。平穏な状況を取り戻そうと、ヘンリク4世は翌1281年2月にヴロツワフ公国内の村ソンドヴェルで会議を開き、シロンスク諸公の相互協力を提案した。しかし、この会議にはヘンリク4世の別の目的が隠されていた。彼は出席したヘンリク5世と、その同盟者であるグウォグフ公ヘンリク3世とヴィエルコポルスカ公プシェミスウ2世などの諸公を捕え、彼らから政治的な譲歩を引き出したのである。
プシェミスウ2世はマウォポルスカの戦略上の重要拠点ヴィエルニ（またはルダ）を割譲し、ヘンリク4世を主君と認めて臣従の礼をとった。その後もヘンリク4世の政治的優勢を反映して、シチナヴァ公プシェムコと義弟のオポーレ公ボルコ1世が自発的に臣従の礼をとった。
しかしながら、全てのシロンスク諸公がヘンリク4世に従ったわけではなかった。ヘンリク5世の弟のルヴヴェク公ボルコ1世、ジャガン公コンラト2世、舅であるオポーレ公ヴワディスワフの4人の息子のうち3人（ビトム公カジミェシュ、チェシン公ミェシュコ1世、ラチブシュ公プシェミスワフ）はヘンリク4世の政治に反対し続け、オポーレの3兄弟の動向はかなり微妙な状態だった。1287年、ヘンリク4世は教会に子供を産まない公妃コンスタンツィアとの婚姻無効を宣言させ、彼女を実家のオポーレに帰した。彼女の兄弟のうち3人がヘンリク4世とは敵対し続けたが、オポーレ公ボルコ1世だけはヘンリク4世に忠誠を誓っていた。
1280年から1281年にかけて、かつてポーランド大公レシェク2世（黒公）にヴロツワフを攻められた報復にクラクフに攻め寄せたが、結局失敗に終わった。

### ヴロツワフ司教との争い

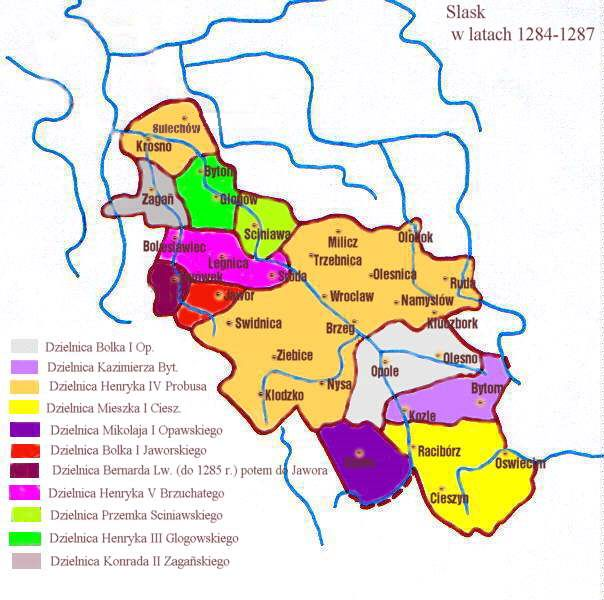
1284年から1287年にかけてのシロンスク、オレンジ色がヘンリク4世の領土

1282年から1287年にかけて、ヘンリク4世はヴロツワフ司教トマシュ2世ザレンバとの長期にわたる紛争を展開した。争いは早くも1274年から1276年の時期に起きていたが、この時は双方とも言い分を通すことなく調停の受け入れを余儀なくされた。1282年に始まった争いは、レグニツァの戦い直後のシロンスクの混乱期に、教会が占有してしまった土地と財産に関して、教会がヘンリク4世に不輸不入権を侵されたとして告訴したことが契機となった。
1282年、司教は教皇特使フィリッポ・デ・フェルノに陳情書を書き送り、紛争の調停を頼んだ。フェルノの調停は教会に有利なもので、ヘンリク4世はこれを不服として上訴した。翌1283年、ヘンリク4世はヌィサで大規模な司教会議を主宰し、会議の一番の見せ場は馬上槍試合だった。ところが緊張関係はその後も続いており、トマシュ2世は教皇特使の支持を受けてヘンリク4世に反旗を翻し、1284年3月にヘンリク4世とその領国全域を破門した。しかし司教の思いのままになりたくないヘンリク4世は、教皇マルティヌス4世に上訴した。
ローマでの裁定はヘンリク4世に不利なものだったが、ヘンリク4世の支配下にある教会勢力の全てを自分に従わせようとするトマシュ2世の努力も空しく、フランシスコ会などいくつかの修道会はヘンリク4世に忠誠を誓っていた。2人の争いは続き、グニェズノ大司教ヤクプ・シフィンカによる調停も失敗に終わった。1285年、ヘンリク4世は司教から聖職者に対する影響力を奪い取ることに成功し、ヌィサ＝オトムフフ公国内の司教領の一部を没収した。屈辱的な状況においこまれたトマシュ2世はラチブシュ公国への亡命を余儀なくされた。
1287年、ヘンリク4世がラチブシュに侵入し、逃げ場を失ったトマシュ2世は観念してヘンリク4世に服従した。しかし勝者となったヘンリク4世は寛大な態度をとった。彼は司教領から奪った豊かな領地を返却し、聖十字のコレギアタ（聖堂参事会の管理する教会）を寄進した。
この争いの一方で、ヘンリク4世はシロンスクの諸公達を自分に臣従させる努力を続けており、彼らの服従はヘンリク4世の王冠獲得の野心を実現させる重要な第一歩だった。1284年、ヘンリク4世はカリシュを奪い取るため、ヴィエルコポルスカの貴族ザレンバ家（トマシュ2世の実家）を裏切った。しかしヴィエルコポルスカ公プシェミスウ2世はカリシュの譲渡を頑として認めず、結局カリシュはオウォボクと交換する形で返還された。

### ポーランド大公

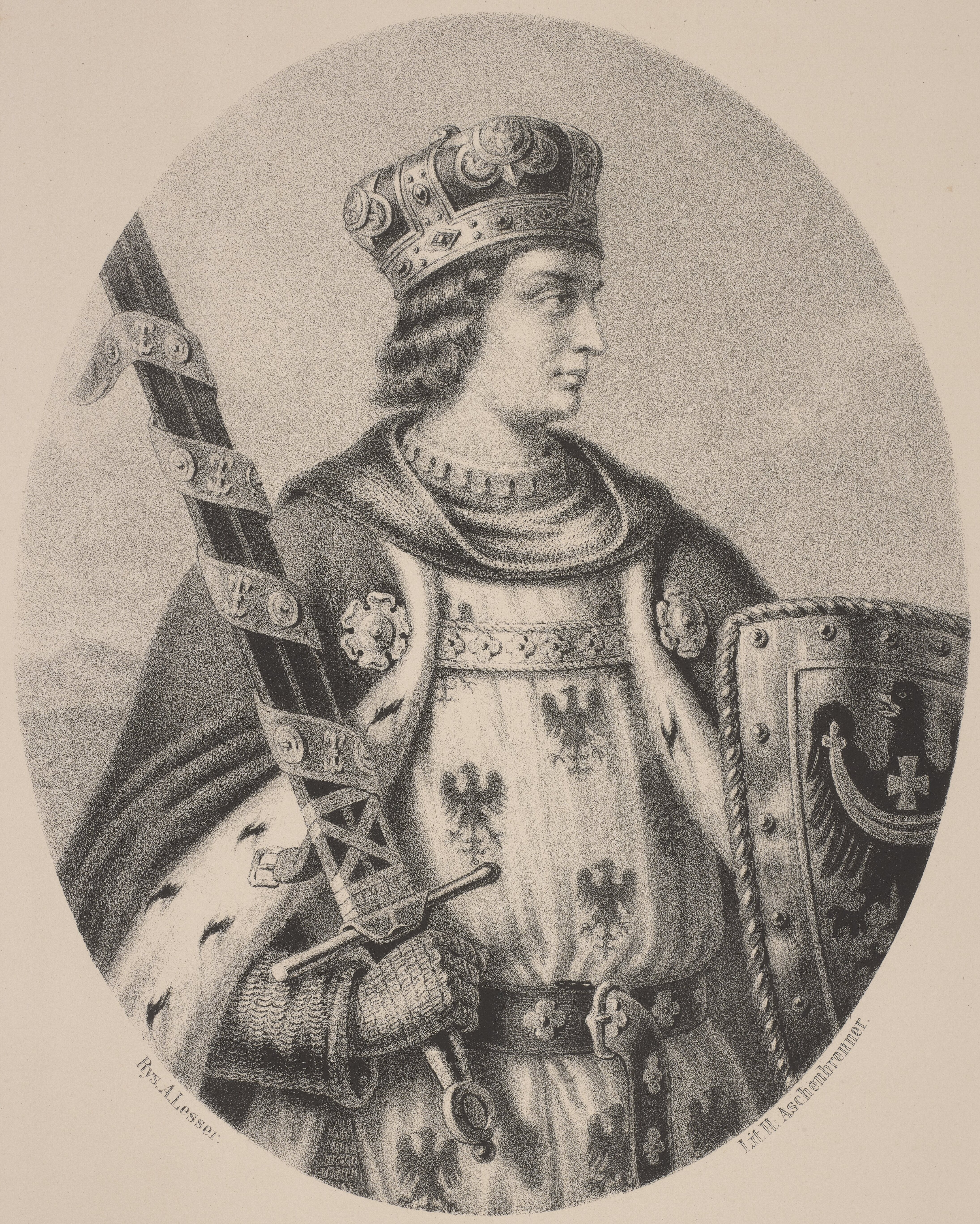
ヘンリク4世、アレクサンデル・レッセル画

1288年9月30日、クラクフ＝サンドミェシュ公及びポーランド大公であるレシェク2世が子供の無いまま死んだ。これはヘンリク4世にとってクラクフと大公の座を獲得するまたとない機会だった。プシェミスウ2世と領土問題で和解して間もなく、この野心を実現させるためにヘンリク4世は1287年より適当な同盟者を探し始めた。歴史家オズヴァルト・バルゼルによれば、この少し前からレシェク2世、ヘンリク4世、プシェミスウ2世、グウォグフ公ヘンリク3世による諸公連合が結成されつつあり、その目的は分裂状態のポーランドを統合して王国を復活させることだったという。この説自体が信頼できるかはともかく、レシェク2世が死んだ今、ヘンリク4世が行動を起こす準備は整った。
クラクフ公位を狙うヘンリク4世の有力な対立候補は、死んだレシェク2世の異母弟であるクヤヴィ公ヴワディスワフ1世（短身公）と、その従弟でマウォポルスカの貴族達に支持されていたプウォツク公ボレスワフ2世の2人だった。しかし、プウォツク公は肝心のクラクフの都市長官である城代「髭の」スウク（Sułk z Niedźwiedzia）の支持を取り付けるのに失敗した。1289年2月26日、ヴワディスワフ1世とプウォツク公ボレスワフ2世（マゾフシェ）の連合軍と、ヘンリク4世の軍勢はシェヴィエシュの戦いで激突した。ヘンリク4世はローマ王ルドルフ1世及びオポーレ、グウォグフ、シチナヴァの諸公の支持を受けていた。戦いはクヤヴィ＝マゾフシェ連合軍の勝利に終わり、ヘンリク4世の同盟者達のうち、シチナヴァ公プシェムコは戦死し、オポーレ公ボルコ1世は深手を負ってヴワディスワフ1世に捕えられた。
ところが戦いに勝ったプウォツク公ボレスワフ2世は意外にも大公位継承の要求を取り下げ、クラクフ及び「長子権」をヴワディスワフ1世に譲った。状況はすぐにヴワディスワフ1世になびき、彼はクラクフ司教パヴェウ・ス・プウコジツの支援を受けてヴァヴェル城を包囲・占拠し、シロンスクの軍勢をスカワに追い出した。しかしヘンリク4世は8月に再び挙兵してクラクフに進軍した。クラクフ都市民の寝返りとフランシスコ会（彼らはヘンリク4世を修道院に匿いさえした）の支援のおかげで、ヘンリク4世はついにクラクフ市の支配者となり、大公の地位を手に入れた。しかし、ヘンリク4世はクラクフ入りせずにサンドミェシュに留まった。
大公としての治世中、ヘンリク4世は自らの公国の領域を越えた権力強化に成功し、経済をも好転させることが出来た。ヘンリク4世は採鉱や都市の発展を支援し、その大部分がドイツ都市法の適用を認められ、多くの特権を与えられた。また、ヘンリク4世は深い教養の持ち主で、数ヶ国語を流暢に話し、西ヨーロッパの宮廷文化や騎士道文化を奨励した。優れた詩才の持ち主でもあり、マネッセ写本には彼のドイツ語の詩が2篇収められている。

### 最期
1290年に急死した時、ヘンリク4世はまだ32歳にもなっていなかった。彼の死についての詳細は年代記作家スティリャのオタカルが伝えているが、その記述の信頼性については賛否両論がある。彼の没年については多くの史料が存在し、1290年説でほぼ統一されている。但し、月日については様々に異なる記述が多く残るため、特定できない。最も有力と目されているものの1つは、多くの史料が指摘し、洗礼者聖ヨハネ教会も忌日として採用している6月23日である。他の説では、6月24日、7月22日、さらには4月とするものもある。

#### 毒殺説

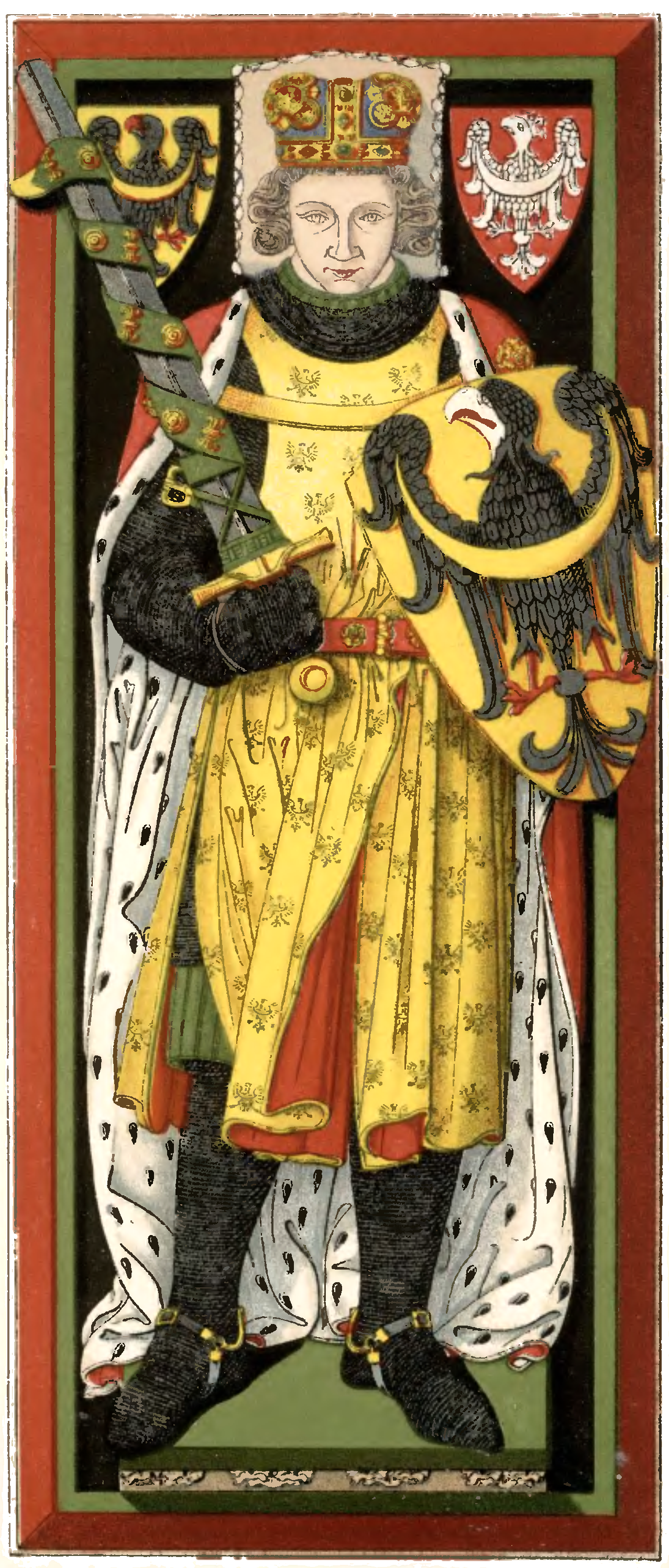
ヴロツワフにあるヘンリク4世の墓石の彫像、これは中世の彩色を再現したもの

ヘンリク4世の死因については、互いに無関係な史料がいくつか存在する。シロンスクの諸公の墓廟、ヤン・ドゥゴシュの年代記、そして後世になってボヘミア人が記したプルカヴィや、スティリャのオタカルの年代記などである。
最も正確で詳細な記述と思われるスティリャのオタカルの年代記によれば、ヘンリク4世はポーランド王位を熱望しており、教皇に戴冠の認可を求めていた。願いは聞き届けられ、1万2000グジヴナもの莫大な貢納金が教皇に差し出された。使節がイタリアに赴いて教皇に謁見した際、貢納金のうち400グジヴナが旅の途中で盗まれたという話が出てきたが、実際には使節が横領していたのだった。このことが教皇を怒らせ、教皇はヘンリク4世の戴冠に関する交渉を打ち切った。400グジヴナを着服した者は、腹を立てた教皇の追手からも、ヴェネツィアのドージェの法廷からも逃れることに成功したが、ヘンリク4世はこの不届き者を何とかして捕まえ、罰しようとした。
逮捕まであと一歩のところで、大公はこの横領者によって亡き者にされた。裏切り者の法律家（ヘンリク4世の宮廷侍医の一人の兄弟）がヴロツワフの宮廷に召抱えられ、ゆっくりとヘンリク4世に毒を飲ませていった。グンツェリンという別の侍医が毒の兆候に気付き、無理やり激しく嘔吐させて体内を浄化することで、死にかけの大公の命を救った。しかし下手人は判明せず、今度はヘンリク4世がパンを切るためのナイフに毒が仕込まれた。毒が塗られていたことは後で判明したが、大公の命は既に手遅れになっていた。ヘンリク4世はカトリックの信徒として、殺害者を処刑したり罰したりしない、と誓って亡くなった。
ヘンリク4世の死に関するこの長い記述は、他史料では同じ内容の一部が確認できる程度である。暗殺の疑いは、ヘンリク4世が熱心に王冠獲得に向けて動いていたことを考えれば、なおさら真実味を帯びてくる。スティリャのオタカルが書き残したこの物語の詳細な部分の多くが、『ズブラスワフ年代記（Kronika Zbrasławska）』からの孫引きだと考えられる。他の史料では、ボヘミア王ヴァーツラフ2世の代理人を務めるアレクシーという名前の宮廷付き司祭が、ヘンリク4世を裏切り、「カリシュの王」プシェミスウ2世に王冠をもたらそうとした、と記している。こちらのヴァージョンでは、横領した使節の話は同じだが、末尾に微妙な違いがある。こちらでは、横領者はローマの通りで自分の召使に殺されたとしている。全体的な話はきわめて慎重に進められているが、ヘンリク4世が毒殺されたという結論は同じである。
スティリャのオタカルの年代記には続きがあり、ヴロツワフの都市民達の中で、一方が法律家でともう一方が医者の兄弟がいたのかが記されている。一組の兄弟、ヤン（公国の助言者、法律家）とヤクプ（「賢者」としてしられ、おそらく医者）だけが条件に適合した。2人はヘンリク4世の父親ヘンリク3世の宮廷侍医の息子だった。彼ら兄弟はヘンリク4世の死後もその地位を保った。このことは、兄弟がクラクフと大公位の獲得を目論んでいたレグニツァ公ヘンリク5世の便宜を図ったことを示唆しているが、この説を補強する史料は存在しない。ただ、ヘンリク5世以外にヘンリク4世の死で得をする者はいなかったのであり、何らかの関わりがあったのだと思われる。

#### 遺言書
年代記作家達によると、ヘンリク4世は2つの遺言状を残した。1つはヴロツワフの教会に対するもので、司教にヌィサ＝オトムフフ公国の完全な主権を譲渡する内容だった。もう一方は個人的なもので、自分の遺産を配分するものだった。遺書では、ヴロツワフ公国を従弟のグウォグフ公ヘンリク3世に、クラクフと長子領はヴィエルコポルスカ公プシェミスウ2世に譲ることを取り決めていた。公の1人が死ねば、彼の残した領地を他の諸公が手に入れるのが慣習になっていた。しかし多くの歴史家は第3の遺書の存在を信じている。この遺書がもし存在するなら、ポーランドの再統合の問題だっただろう。
ヘンリク4世は初期の文学などでは悪く言われているが、実際には自ら進んでポーランドの国益のために尽くしたし、真の愛国者だった（彼がドイツ文化に親しんでいたという、中世における民族的・言語的多様性の問題は度外視ししてもである）。教会に対する遺言のみが完全に履行された（但し、シロンスクの情勢を混乱させたことへの謝罪として、ボヘミア王ヴァーツラフ2世にクウォツコを差し出している）。ヘンリク4世は自らがヴロツワフに建てた聖十字と聖バルトロメウのコレギアタに埋葬された。
グウォグフ公が地元の貴族に拒絶された後、レグニツァ公ヘンリク5世がボヘミア王ヴァーツラフ2世の援助を受けてヴロツワフを奪取した。ヴァーツラフ2世はクラクフの長子領を獲得したが、大公の地位はプシェミスウ2世が保持した。
第二次世界大戦中、ドイツの人類学者達はヘンリク4世の「ドイツ的な容貌」を証明しようとした。彼の遺骨は動かされ、検査にかけられた。しかし不運にも、ヘンリク4世の遺骨は戦争中に失われた。空になった石棺は、現在ヴロツワフの国立博物館にある。

## 結婚
1280年3月、オポーレ公ヴワディスワフの娘コンスタンツィア（1256年頃 - 1351年）と最初の結婚をした。7年近くの結婚生活で子供は授からず、ヘンリク4世は妻の不妊を理由に婚姻を解消した。コンツタンツィアは実家に戻り、そこで長い余生を送った。
1288年頃、ヘンリク4世はブランデンブルク＝ザルツヴェデル辺境伯オットー5世の娘メヒティルトと再婚した。歴史家エヴァ・マレチンスカは、ヘンリク4世がコンスタンツィアと離婚した本当の理由は、長く愛人関係にあったメヒティルトと結婚したかったためだと主張している。夫妻には子供が無かった。